# Asterodothis solaris
Asterodothis solaris är en svampart som först beskrevs av Kalchbr. & Cooke, och fick sitt nu gällande namn av Ferdinand Theissen 1912. Asterodothis solaris är ensam beskriven art i släktet Asterodothis inom familjen Asterinaceae. Artens släktskap med andra taxa inom klassen sporsäcksvampar är okänd (incertae sedis), och den har ännu inte med säkerhet placerats i någon ordning. Inga underarter finns listade i Catalogue of Life.